# Setmana de Cinema Espiritual
La Setmana de Cinema Espiritual és un festival de cinema espiritual que se celebra a diferents ciutats d'Espanya cada any. Ofereix una selecció de les pel·lícules més significatives que han passat recentment per les cartelleres i festivals cinematogràfics internacionals que destaquen per la seva referència espiritual i religiosa. El seu àmbit abasta les diferents religions existents. És una iniciativa educativa i pastoral de l'Església Catòlica que va néixer l'any 2004 a Barcelona i que actualment es desenvolupa a moltes ciutats espanyoles, com Alcalá de Henares, Àvila, Barcelona, Bilbao, Burgos, Canàries, Lleida, Madrid, Mallorca, Menorca, Palència, Santiago de Compostela, Sant Feliu de Llobregat, Sevilla, Guadalajara, Tarragona, Terrassa, Toledo, València, Valladolid, Vic, Vitòria, Zamora i Saragossa.
Paral·lelament a la Setmana, es preparen diferents materials educatius i activitats amb la intenció d'aprofundir en les competències digitals, comunicatives i espirituals en els centres de formació, destinats a professors, agents de pastoral, responsables d'animació cultural i estudiants en general. La pastoral audiovisual, a través del gènere cinematogràfic, permet aproximar-se al diàleg entre fe i cultura en un mitjà tan estès actualment com ho és el de la comunicació audiovisual.
SIGNIS, l'Associació Catòlica Mundial per a la Comunicació, promou aquesta iniciativa mitjançant la seva difusió internacional. El coordinador és Peio Sánchez, professor de la Facultat de Teologia de Catalunya.